# Oligochaeta
Gli Oligocheti (Oligochaeta) sono un raggruppamento di animali facenti parte del phylum degli anellidi, di cui si conoscono oltre 3 000 specie; il gruppo è rappresentato da organismi di acqua dolce e di terra, ma anche da diverse forme marine interstiziali.
Un noto rappresentante del suolo di questa sottoclasse è il comune lombrico del suolo.
Il nome della sottoclasse, che deriva dal greco antico: ὀλίγος?, olígos ("poco") e χαίτη, kaítē ("capello, setola"), è dovuto al fatto che le appendici, (denominate chete) sono spesso ridotte di numero e dimensioni e, nel caso del lombrico e specie affini, trasformate in setole rivolte all'indietro per meglio muoversi nel sottosuolo.

## Descrizione
Gli oligocheti sono vermi ben segmentati e la maggior parte di essi hanno una spaziosa cavità corporea, o celoma che viene utilizzato come uno scheletro pneumatico. Essi variano in lunghezza da meno di mezzo millimetro fino a 2 a 3 metri, nel caso di specie, come Megascolides australis, il lombrico gigante del Gippsland.

## Tassonomia
La sottoclasse degli oligocheti comprende i seguenti ordini:
- Capilloventrida
- Crassiclitellata
- Enchytraeida
- Haplotaxida
- Lumbriculida